# 戸沢村路線バス
戸沢村路線バス（とざわむらろせんバス）は、山形県最上郡戸沢村にて運行している廃止代替バスである。「戸沢村営バス」とも呼ばれる。

## 沿革
- 1986年 - 運行開始。

## 概要
- 料金は10円単位の区間制、小人（小学生以下）は半額、親同伴の幼児は1人まで無料。
  - 回数券は11枚綴り10回分のものがある。定期券は普通定期券、通学(通園)定期券、福祉定期券（65歳以上）、及び家族定期券（1枚で家族の誰でも使える）がある。
- 日曜、祭日、8/13、12/30～1/3は運休。、
- 運行形態は、自家用自動車（白ナンバー車）による有償運送である。

## 路線
以下の路線がある。　※2009年8月1日現在
いきいき100年の里線
- 古口駅前 - 高麗館前 - 上蔵岡 - 皿島口 - 津谷駅前 - 神田簡易郵便局 - 名高 - 松坂 - 下野口 - ぽんぽ館

やまなみロード線
- 古口駅前 - 橋元 - 角川小学校口 - 平根 - やまなみセンター前

村営バスの車両
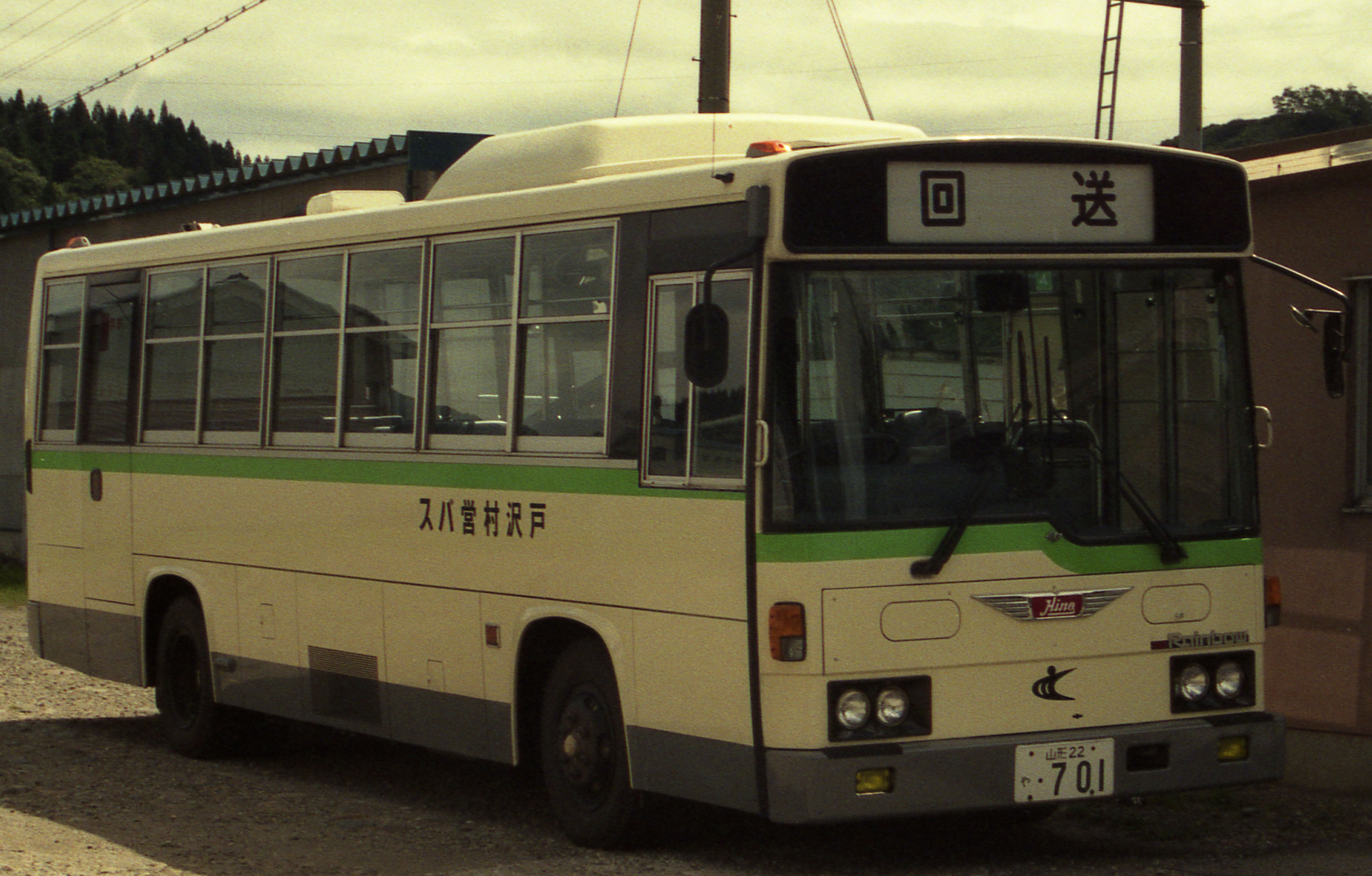
1996年当時の車両 （いきいき100年の里線）
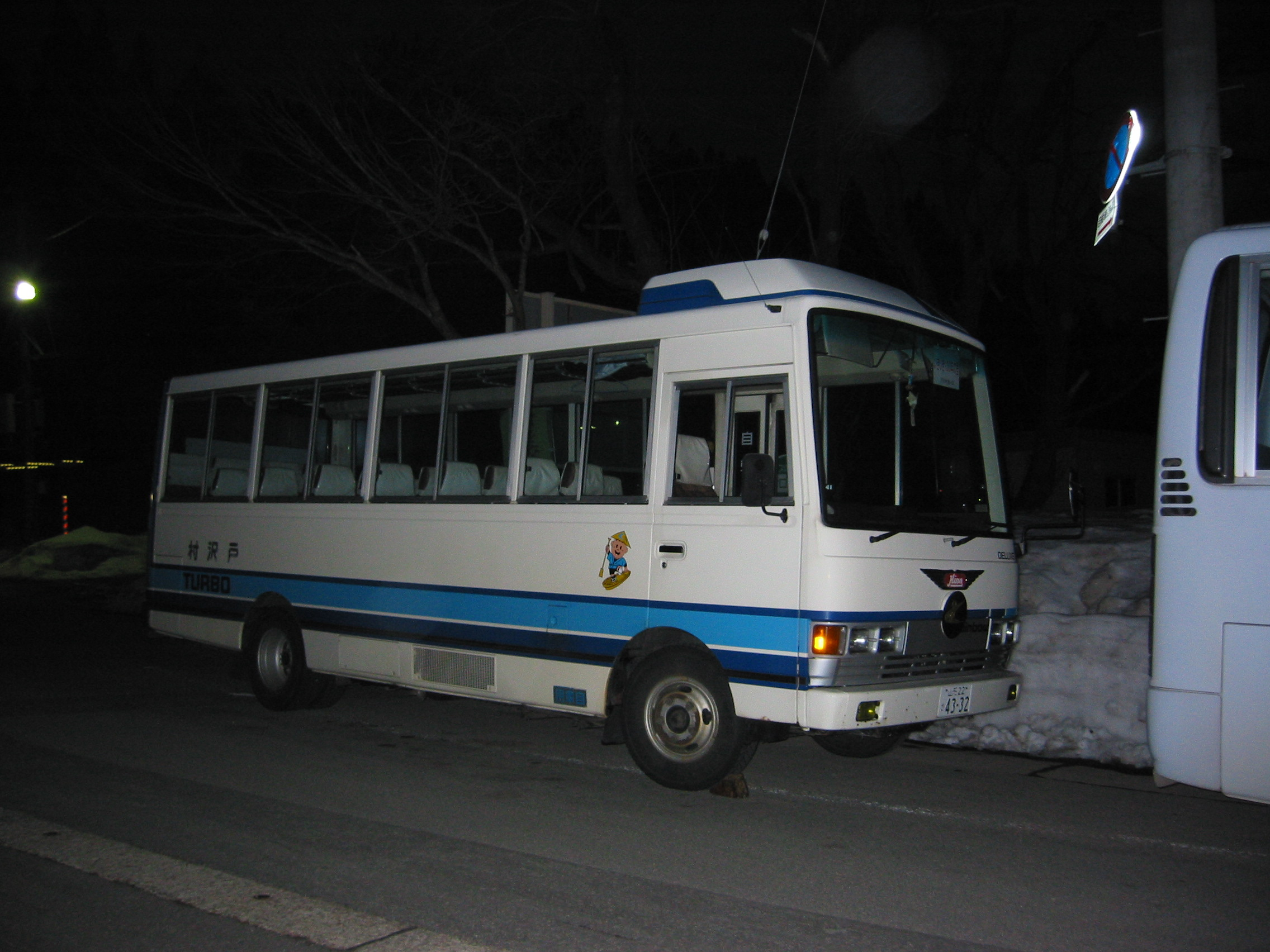
2003年当時の車両 （いきいき100年の里線）
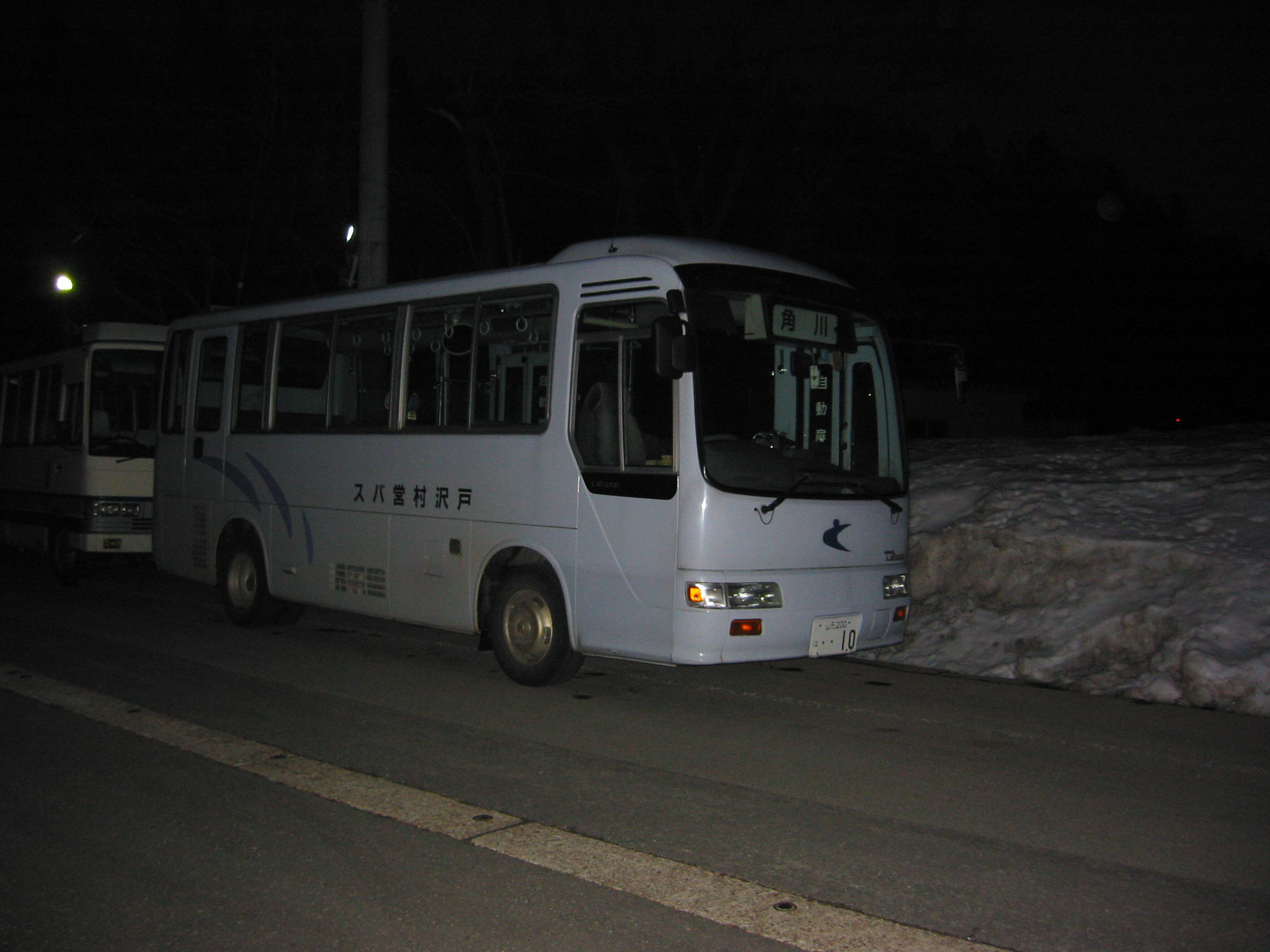
2003年当時の車両 （やまなみロード線）